# High School Confidential
High School Confidential is een Amerikaanse misdaadfilm uit 1958 onder regie van Jack Arnold.

## Verhaal
De middelbare scholier Tony Baker werkt zich omhoog in het plaatselijke drugsmilieu. Een lerares doet een vergeefse poging om hem weer op het rechte pad te brengen. Zijn tante wil hem versieren, maar Tony is te druk bezig met zijn illegale zaakjes om in te gaan op haar avances.

## Rolverdeling
| Acteur              | Personage                |
| ------------------- | ------------------------ |
| Russ Tamblyn        | Tony Baker / Mike Wilson |
| Jan Sterling        | Arlene Williams          |
| John Drew Barrymore | J.I. Coleridge           |
| Mamie Van Doren     | Gwen Dulaine             |
| Diane Jergens       | Joan Staples             |
| Jerry Lee Lewis     | Zichzelf                 |
| Ray Anthony         | Bix                      |
| Jackie Coogan       | Mijnheer August          |
| Charles Chaplin jr. | Quinn                    |
| Burt Douglas        | Jukey Judlow             |
| Jody Fair           | Doris                    |
| Phillipa Fallon     | Dichteres                |
| Robin Raymond       | Kitty                    |
| James Todd          | Jack Staples             |
| Lyle Talbot         | William Remington Kane   |